# In Touch
In Touch är den svenska versionen av kändistidningen In Touch Weekly. Tidningen ges ut varannan vecka. Chefredaktören heter Sara Valfridsson.